# باربارا آوئر
باربارا آوئر (آلمانی: Barbara Auer؛ زادهٔ ۱ فوریهٔ ۱۹۵۹) یک هنرپیشه اهل آلمان است.
از فیلم‌ها یا برنامه‌های تلویزیونی که وی در آنها نقش داشته‌است می‌توان به یلا و کتاب‌دزد اشاره کرد.